# Intergalactic Lovers
Intergalactic Lovers is een Belgische rockband bestaande uit Lara Chedraoui, Brendan Corbey, Maarten Huygens en Raf De Mey.

## Geschiedenis
Intergalactic Lovers ontstond in de zomer van 2008. Voordien namen enkele leden van de band al deel aan Humo's Rock Rally 2008 onder de naam "Free Zamunda!", wat geen succes werd. Hierop veranderde de band van naam en kwam er ook een nieuwe bezetting. In een artikel in het studententijdschrift Guido vertelt zangeres Chedraoui dat de band ontstaan is aan een kampvuur op een scoutskamp. De drie mannelijke leden van de band, die op dat moment haar scoutsleiders waren, hoorden haar zingen en vroegen of ze eens met hun band wilde meedoen.
In 2009 wonnen ze het Oost-Vlaams Rockconcours en Rock Rally De Beloften. Een eerste succes boekte Intergalactic Lovers met Fade Away, dat in de playlist van Studio Brussel en Radio 1 werd opgenomen. Daarna volgde Delay, dat door Studio Brussel verkozen werd tot hotshot.
Op 25 maart 2011 bracht de groep met Greetings & Salutations hun eerste cd uit. Eerder was de plaat al beschikbaar als download. Deze debuut-cd, die volledig op eigen kosten werd geproduceerd, kreeg veel positieve kritieken, van onder andere Humo en De Standaard. Qua sound wordt de groep vergeleken met Feist, PJ Harvey en Yeah Yeah Yeahs. In juli 2011 werd aangekondigd dat de band de soundtrack zou verzorgen voor de film Code 37, die later dat jaar is uitgekomen.
Eind 2014 werd bekend dat Intergalactic Lovers de titelsong zou gaan leveren voor de internationale politieserie The Team. Intergalactic Lovers werd voor de MIA's van 2014 genomineerd in drie categorieën:  "beste groep", "beste album" en "beste alternative".
Het derde album Exhale verscheen op 15 september 2017 bij Unday Records. Op 9 juli 2021 verscheen de nieuwe single Bobbi.
Het vierde album Liquid Love verscheen op 18 februari 2022.

## Bandleden
- Lara Chedraoui (zang)
- Brendan Corbey (drums)
- Maarten Huygens (gitaar)
- Raf De Mey (basgitaar)

## Discografie

### Albums
| Album met hitnotering(en) in de Vlaamse Ultratop 200 albums | Datum van verschijnen | Datum van binnenkomst | Hoogste positie | Aantal weken | Opmerkingen |
| ----------------------------------------------------------- | --------------------- | --------------------- | --------------- | ------------ | ----------- |
| Greetings & Salutations                                     | 25-03-2011            | 26-03-2011            | 3               | 41           |             |
| Little Heavy Burdens                                        | 14-02-2014            | 22-02-2014            | 2               | 107          |             |
| Exhale                                                      | 15-09-2017            | 23-09-2017            | 3               | 28           |             |
| Liquid Love                                                 | 18-02-2022            | 26-02-2022            | 3               | 11           |             |

### Singles
| Single met hitnotering(en) in de Vlaamse Ultratop 50 | Datum van verschijnen | Datum van binnenkomst | Hoogste positie | Aantal weken | Opmerkingen |
| ---------------------------------------------------- | --------------------- | --------------------- | --------------- | ------------ | ----------- |
| Delay                                                | 07-02-2011            | 19-03-2011            | 14              | 12           |             |
| Shewolf                                              | 09-05-2011            | 18-06-2011            | 45              | 4            |             |
| Howl                                                 | 19-09-2011            | 22-10-2011            | tip23           | -            |             |
| Feel for You                                         | 09-04-2012            | 21-04-2012            | tip30           | -            |             |
| Islands                                              | 06-01-2014            | 01-03-2014            | 44              | 1            |             |
| Northern Rd.                                         | 05-05-2014            | 10-05-2015            | tip7            | -            |             |
| No Regrets                                           | 06-10-2014            | 18-10-2014            | tip4            | -            |             |
| Great Evader                                         | 23-02-2015            | 14-03-2016            | tip17           | -            |             |
| Between the Lines                                    | 02-06-2017            | 10-06-2017            | tip6            | -            |             |
| River                                                | 09-09-2017            | 09-09-2017            | tip21           | -            |             |
| Talk! Talk!                                          | 05-01-2018            | 13-01-2018            | tip22           | -            |             |
| My I                                                 | 2018                  | 16-05-2018            | tip             | -            |             |